# Aldeia de Santo António
Aldeia de Santo António ist ein Ort und eine ehemalige Gemeinde (Freguesia) im portugiesischen Kreis Sabugal. Die Gemeinde hatte 796 Einwohner (Stand 30. Juni 2011).
Am 29. September 2013 wurden die Gemeinden Aldeia de Santo António und Sabugal zur neuen Gemeinde União das Freguesias do Sabugal e Aldeia de Santo António zusammengeschlossen. Aldeia de Santo António ist Sitz dieser neu gebildeten Gemeinde.